# Olesia Graur
Olesia Graur (ros. Олеся Граур; ur. 17 marca 2004) – kazachska narciarka dowolna specjalizująca się w jeździe po muldach, olimpijka z Pekinu 2022.

## Udział w zawodach międzynarodowych
| Impreza                     | Rok  | Gospodarz            | Konkurencja    | Miejsce |                      |      |       |                  |     |
| --------------------------- | ---- | -------------------- | -------------- | ------- | -------------------- | ---- | ----- | ---------------- | --- |
| Impreza                     | Rok  | Gospodarz            | Konkurencja    | Miejsce | Igrzyska olimpijskie | 2022 | Pekin | jazda po muldach | 28. |
| Mistrzostwa świata          | 2021 | Ałmaty               | muldy          | 26.     |                      |      |       |                  |     |
| Mistrzostwa świata          | 2021 | Ałmaty               | muldy podwójne | 23.     |                      |      |       |                  |     |
| Mistrzostwa świata juniorów | 2019 | Chiesa in Valmalenco | muldy          | 19.     |                      |      |       |                  |     |
| Mistrzostwa świata juniorów | 2019 | Chiesa in Valmalenco | muldy podwójne | 30.     |                      |      |       |                  |     |
| Mistrzostwa świata juniorów | 2021 | Krasnojarsk          | muldy          | 14.     |                      |      |       |                  |     |
| Mistrzostwa świata juniorów | 2021 | Krasnojarsk          | muldy podwójne | 11.     |                      |      |       |                  |     |